# Yigo
Yigo (chamorro: Yigu) är en ort och en village (administrativ enhet) i Guam (USA). Den ligger i den nordöstra delen av ön Guam, 17 km öster om huvudstaden Hagåtña. Antalet invånare är 20 539.
Följande finns i Yigo:
- Stränder:
  - Ritidian Beach (en strand)
  - Tarague Beach (en strand)

- Halvöar:
  - Mergagan Point (en udde)
  - Pagat Point (en udde)
  - Pajon Point (en udde)
  - Pati Point (en udde)
  - Patti Point Cape (en udde)
  - Ritidian Point (en udde)
  - Tagua Point (en udde)